# (8024) Robertwhite
(8024) Robertwhite est un astéroïde de la ceinture principale, de la famille de Hungaria.

## Description
(8024) Robertwhite est un astéroïde de la ceinture principale, de la famille de Hungaria. Il présente une orbite caractérisée par un demi-grand axe de 1,97 UA, une excentricité de 0,06 et une inclinaison de 20,3° par rapport à l'écliptique.

## Compléments